# Ardouval
Ardouval település Franciaországban, Seine-Maritime megyében. Lakosainak száma 154 fő (2022. január 1.). Ardouval Pommeréval, Bellencombre, Les Grandes-Ventes, Mesnil-Follemprise, Rosay és Ventes-Saint-Rémy községekkel határos.

## Népesség
A település népességének változása:
| Lakosok száma | 170  | 165  | 169  | 162  | 159  | 157  | 156  | 155  | 154  |
|               | 2013 | 2015 | 2016 | 2017 | 2018 | 2019 | 2020 | 2021 | 2022 |